# Simon-Victor Tonyé Bakot
Simon-Victor Tonyé Bakot (ur. 24 marca 1947 w Eséka), kameruński duchowny katolicki, arcybiskup Jaunde w latach 2003-2013.

## Życiorys
Święcenia kapłańskie otrzymał 15 lipca 1973.

## Episkopat
26 stycznia 1987 został mianowany biskupem pomocniczym archidiecezji Douala, ze stolicą tytularną Siminina. Sakry biskupiej udzielił mu ówczesny nuncjusz apostolski w Kamerunie - arcybiskup Donato Squicciarini.
22 marca 1993 został mianowany biskupem ordynariuszem diecezji Edéa.
18 października 2003 papież Jan Paweł II mianował go arcybiskupem Jaunde. 29 lipca 2013 papież przyjął jego rezygnację z pełnionego urzędu zgodnie z kanonem 401 § 2 Kodeksu Prawa Kanonicznego.